# Agrotis suffusabrunnea
Agrotis suffusabrunnea là một loài bướm đêm trong họ Noctuidae.